# Formules van Viète
In de wiskunde zijn de formules van Viète formules waarmee de coëfficiënten van een polynoom uitgedrukt worden in sommen en producten van de  nulpunten. De formules zijn naar François Viète genoemd, een 16e-eeuwse wiskundige uit Frankrijk, vaak aangeduid met de gelatiniseerde vorm van zijn naam Franciscus Vieta. Viète stelde de formules op voor het geval van positieve nulpunten. Naar de mening van de 18e-eeuwse Britse wiskundige Charles Hutton werd het algemene principe het eerst begrepen door de 17e-eeuwse Franse wiskundige Albert Girard. 

## Formules
In het geval van een tweedegraadspolynoom
{\displaystyle x^{2}+px+q}
met nulpunten {\displaystyle x_{1}} en {\displaystyle x_{2}}, geldt:
{\displaystyle x_{1}+x_{2}=-p}
en
{\displaystyle x_{1}x_{2}=q}
De som-product-methode is op deze formules gebaseerd.

### Generalisatie
Het polynoom van de graad {\displaystyle n}
{\displaystyle a_{n}x^{n}+a_{n-1}x^{n-1}+\ldots +a_{1}x+a_{0}}
met reële of complexe coëfficiënten, waarvan 
{\displaystyle a_{n}\neq 0}, heeft volgens de hoofdstelling van de algebra {\displaystyle n}, eventueel samenvallende, nulpunten {\displaystyle x_{1},x_{2},\ldots ,x_{n}}.
De formules van Viète drukken de verhoudingen {\displaystyle a_{k}/a_{n}} met voorteken uit in sommen van producten van deze nulpunten
{\displaystyle {\begin{cases}\quad -{\dfrac {a_{n-1}}{a_{n}}}&=x_{1}+x_{2}+\ldots +x_{n-1}+x_{n}\\\quad \quad {\dfrac {a_{n-2}}{a_{n}}}&=(x_{1}x_{2}+x_{1}x_{3}+\ldots +x_{1}x_{n})+(x_{2}x_{3}+x_{2}x_{4}+\ldots +x_{2}x_{n})+\ldots +x_{n-1}x_{n}\\{}\quad \quad \quad \vdots \\(-1)^{n}{\dfrac {a_{0}}{a_{n}}}&=x_{1}x_{2}\ldots x_{n}.\end{cases}}}
Algemeen geldt voor {\displaystyle k=1,2,\ldots ,n}:
{\displaystyle (-1)^{k}{\frac {a_{n-k}}{a_{n}}}=\sum _{1\leq i_{1}<i_{2}<\cdots <i_{k}\leq n}x_{i_{1}}x_{i_{2}}\cdots x_{i_{k}}}
De rechterleden van de formules zijn de elementair symmetrische functies van het polynoom.

### Voorbeeld
Voor het vierdegraadspolynoom
{\displaystyle x^{4}+px^{3}+qx^{2}+rx+s},
met nulpunten {\displaystyle x_{1},x_{2},x_{3},x_{4}}, zien de formules er als volgt uit:
{\displaystyle x_{1}+x_{2}+x_{3}+x_{4}=-p}
{\displaystyle x_{1}x_{2}+x_{1}x_{3}+x_{1}x_{4}+x_{2}x_{3}+x_{2}x_{4}+x_{3}x_{4}=q}
{\displaystyle x_{1}x_{2}x_{3}+x_{1}x_{2}x_{4}+x_{1}x_{3}x_{4}+x_{2}x_{3}x_{4}=-r}
{\displaystyle x_{1}x_{2}x_{3}x_{4}=s}